# Kanayannur
Kanayannur es una ciudad censal situada en el distrito de Ernakulam en el estado de Kerala (India). Su población es de 9308 habitantes (2011). Se encuentra a 17 km de Cochín y a 52 km de Alappuzha.

## Demografía
Según el censo de 2011 la población de Kanayannur era de 9308 habitantes, de los cuales 4622 eran hombres y 4686eran mujeres. Kanayannur tiene una tasa media de alfabetización del 96,68%, superior a la media estatal del 94%: la alfabetización masculina es del 98,02%, y la alfabetización femenina del 95,36%.